# Brunbukig glansstare
Brunbukig glansstare (Lamprotornis superbus) är en fågel i familjen starar inom ordningen tättingar. Den förekommer i ett område i Östafrika från Sydsudan till Tanzania och är Somalias nationalfågel. IUCN kategoriserar den som livskraftig.

## Utseende och läten

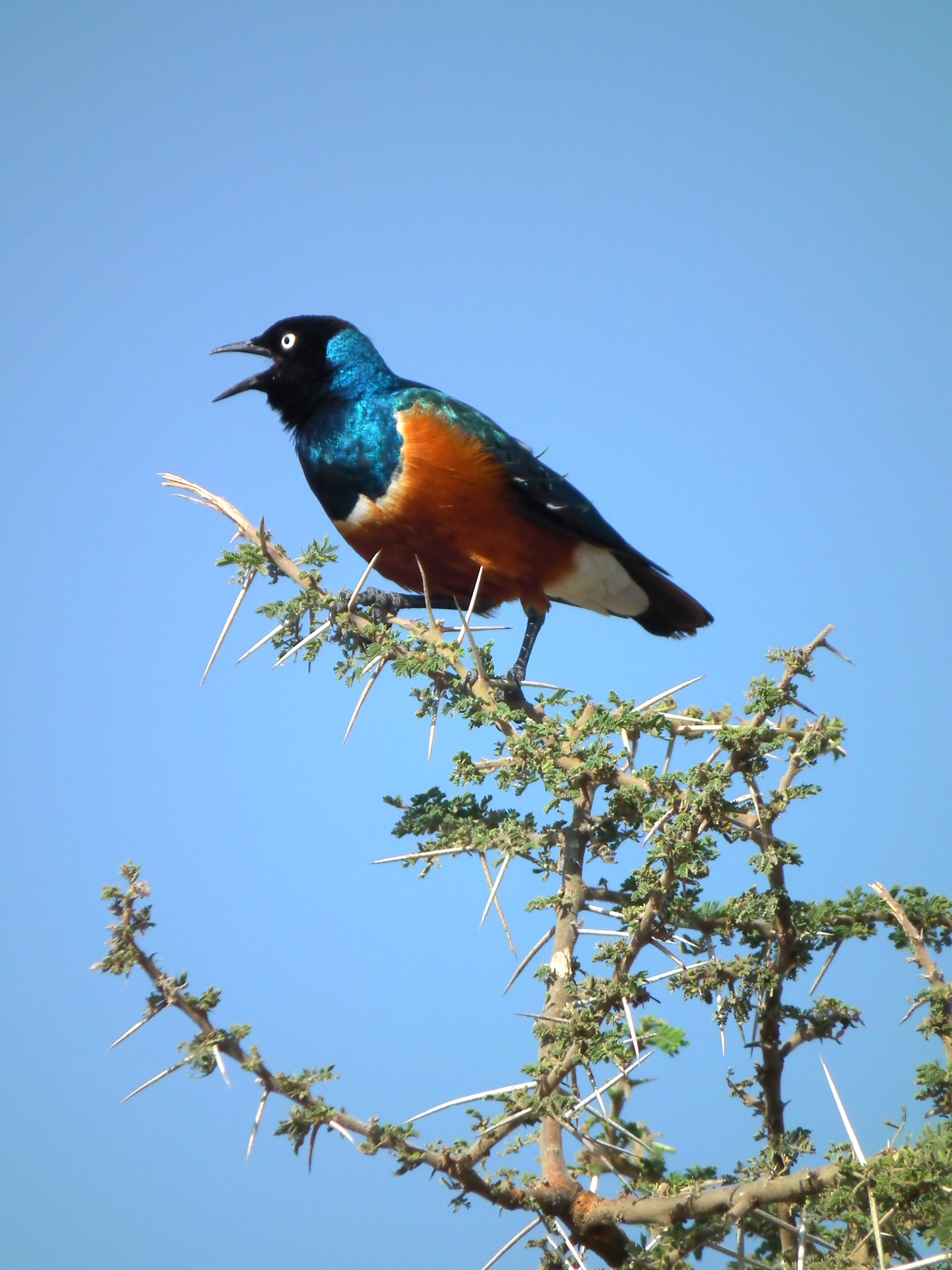

Brunbukig glansstare är en liten (18 cm) och kortstjärtad stare . Likt myrraglansstaren (Lamprotornis shelleyi) och massajglansstaren (L. hildebrandti) är den blågrönglansig ovan och på bröstet och rödbrun under, men skiljer sig genom att ha ett vitt band över bröstet, ljust öga och vit undergump. Även sahelglansstaren (L. pulcher) har ljust öga, men saknar det vita bröstbandet. De delar dessutom inte utbredningsområde. Sången är utdragen och består av drillar, tjattrande läten och härmningar av andra fåglar.

## Utbredning och systematik
Brunbukig glansstare förekommer i sydöstra Sydsudan, Etiopien, Somalia, norra Uganda, Kenya och Tanzania. Tillfälligt har den setts i Spanien och Schweiz, men det anses osannolikt att den nått dit på naturlig väg. Den behandlas som monotypisk, det vill säga att den inte delas in i några underarter.

## Levnadssätt

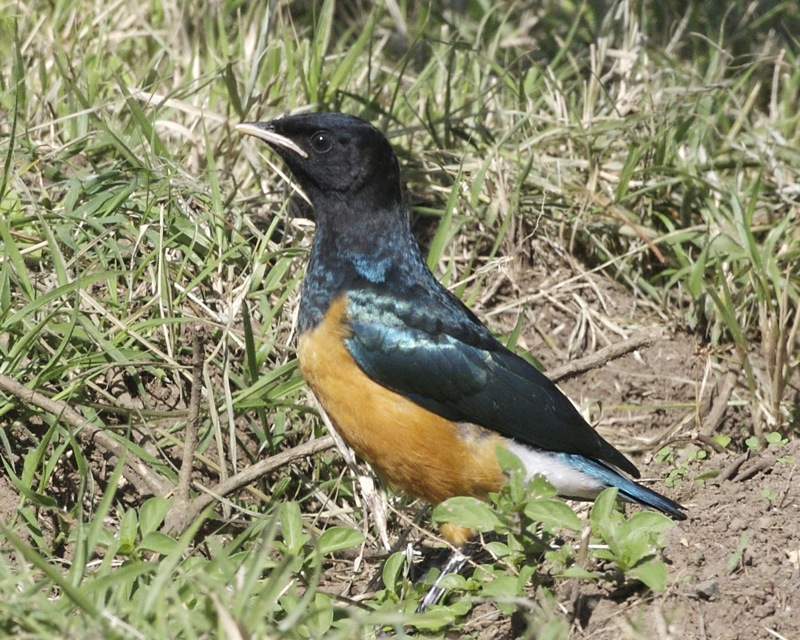
Ungfågel.

Brunbukig glansstare förekommer i öppna buskmarker och skogslandskap, även i mycket torra miljöer. Den ses också i trädgårdar och jordbruksområden, mestadels under 2 200 meters höjd. Födan består av insekter, bland annat skalbaggar, myror, termiter, flugor och gräshoppor. Arten antas vara stannfågel.

## Status och hot
Arten har ett stort utbredningsområde, men tros minska i antal, dock inte tillräckligt kraftigt för att den ska betraktas som hotad. Internationella naturvårdsunionen IUCN listar arten som livskraftig (LC).  Världspopulationen har inte uppskattats men den beskrivs som vida spridd och mycket vanlig.

## Namn
Fågeln har även kallats trefärgad glansstare på svenska.